# Wenn die Wölfe heulen
Wenn die Wölfe heulen (Originaltitel: Never Cry Wolf) ist eine Kombination aus Naturfilm und Spielfilm der Walt-Disney-Studios aus dem Jahr 1983. Der Film basiert auf dem Roman Ein Sommer mit Wölfen (Never Cry Wolf, 1963) des kanadischen Schriftstellers Farley Mowat. Regie führte der ehemalige Dokumentarfilmer Carroll Ballard. Am Drehbuch war unter anderem Curtis Hanson (L.A. Confidential) beteiligt.
Sowohl Roman als auch Film beziehen sich auf kurze Einsätze Mowats als Tierforscher im Rahmen seines nicht abgeschlossenen Biologie-Studiums in den 1940er Jahren, welche Mowat als umfangreicher darstellt. Der damalige Vorgesetzte verglich den Wolfs-Roman mit dem Märchen Rotkäppchen und verwies auf Parallelen zu Pflichtlektüre für Mowats Feldstudieneinsatz.

## Handlung
Der Biologe Tyler (das Alter Ego von Farley Mowat) soll im Auftrag der Regierung herausfinden, warum es so einen extremen Schwund bei den Karibus gibt. Als Hauptverdächtige gelten Wölfe. Schon zu Beginn seiner Reise wird Tyler mit Horrorgeschichten über Wölfe konfrontiert, die ihn sogar bis in seine Alpträume verfolgen. Schlecht ausgerüstet befindet sich Tyler nun in der arktischen Tundra. Hier begegnet er einem alten Eskimo, der ihm hilft. Nachdem er auf einem zugefrorenen See in die Eisdecke einbricht und sich nur mühsam befreien kann, lernt er allmählich, sich in der Arktis besser zurechtzufinden.
Endlich kann Tyler auch mit seiner Arbeit beginnen. Er findet weder Karibus, noch Wölfe, die eines getötet haben. Zu seinem Erstaunen entdeckt er aber ein Wolfsrudel mit dem Alphapärchen George und Angeline und stellt fest, dass die Wölfe ihn ebenfalls neugierig beobachten und begleiten. Auch von den Eskimos lernt er mehr über die Wölfe und wie sie ihn als guten Geist verehren. Er lernt auch Wolfjäger unter den Eskimos kennen, die für ein Wolfsfell 350 Dollar bekommen und damit ihre Familie ernähren müssen. Eines Tages steht Tyler nackt in der Tundra und beobachtet wie ein Rudel Wölfe ein Karibu zur Strecke bringt. Nach Untersuchung der Knochen findet Tyler heraus, dass es sich um ein krankes Tier gehandelt hat. Kurz darauf hört er Schüsse und lernt eine Gruppe von Jägern kennen, zu denen auch der Pilot gehört, der Tyler in die Arktis geflogen hat. Ihm wird allmählich klar, dass nicht die Wölfe hinter dem Karibuschwund stecken, sondern diese Jäger. Als einer der Jäger mit seinem Flugzeug im Gebiet der Wölfe landen will, vertreibt Tyler ihn mit einem Schuss gegen das Cockpit. Am Ende entdeckt Tyler drei Wolfswelpen, deren Eltern George und Angeline offenbar von den Jägern getötet wurden, aber auch ein Wolfsrudel, das die Welpen aufnimmt.

## Kritiken
Das Lexikon des internationalen Films beschreibt Wenn die Wölfe heulen als „kunstvoll gestaltete[n] Natur-Spielfilm“, der „eindringlich und poesievoll“ sei. „Über den hohen Unterhaltungswert hinaus regt er zur Reflexion über die Zivilisation und die Rolle des Menschen im Naturkreislauf an.“ Adolf Heinzlmeier und Berndt Schulz meinten: „Der genau registrierende und poetisch überhöhende Film schildert in schönen Bildern den Dialog zwischen Mensch und Kreatur.“ Sie vergaben die Wertung 2 Sterne (= durchschnittlich). Die Frankfurter Rundschau  urteilte: „Meisterlich schafft Regisseur Carroll Ballard […] die Balance zwischen Kulturfilm und dem Porträt eines jungen Mannes, der sich vom ängstlichen Wissenschaftler zum kraftvollen Naturburschen mausert.“

## Auszeichnungen
Der Film erhielt eine Oscar-Nominierung in der Kategorie Bester Ton. Der Tonschnitt wurde mit dem Golden Reel Award ausgezeichnet. Kameramann Hiro Narita wurde für seine Arbeit mit dem Preis der Boston Society of Film Critics Awards und dem National Society of Film Critics Award bedacht.

## Medien
DVD-Veröffentlichung
- Wenn die Wölfe heulen. Buena Vista Home Entertainment 2003.

Soundtrack
- Mark Isham: Never Cry Wolf. Soundtrack. in ders.: Film Music. Windham Hill Records, Stanford o. J., Tonträger-Nr. WD-1041.